# NAD(P)+ヌクレオシダーゼ
NAD(P)+ヌクレオシダーゼ(NAD(P)+ nucleosidase、EC 3.2.2.6)は、以下の化学反応を触媒する酵素である。
NAD(P)+ + 水{\displaystyle \rightleftharpoons }ADPリボース(P) + ニコチンアミド
従って、この酵素は、NAD+とNADP+と水の3つの基質、ADPリボースとニコチンアミドの2つの生成物を持つ。
この酵素は加水分解酵素、特にN-グリコシル化合物を分解するグリコシダーゼに分類される。系統名はNAD(P)+グリコヒドロラーゼ(NAD+ glycohydrolase)である。NAD(P)アーゼ、ニコチンアミドアデニンジヌクレオチド(リン酸)ヌクレオシダーゼ等と呼ばれることもある。ニコチン酸やニコチンアミドの代謝に関与している。